# Copa Bolivia 2015
La Copa Bolivia 2015 fue la cuarta versión del torneo promocional de segunda división organizado por la Asociación Nacional de Fútbol de Bolivia para otorgar 4 cupos al campeonato Nacional B 2015/16 . Se disputó entre el 28 de septiembre y 9 de octubre de 2015, en la ciudad de Santa Cruz y en la localidad de Villamontes, Tarija. Participaron los equipos subcampeones de las 9 Asociaciones Departamentales de Bolivia, el subcampeón del Torneo Nacional Interprovincial 2015, los equipos terceros de Potosí y Beni, y como invitado especial, el equipo perteneciente a la ciudad sede de Villamontes, el Club Quebracho.

## Sistema de disputa
Los 13 equipos fueron distribuidos en 2 series: 
La Serie A se jugó del 28 de septiembre al 4 de octubre en la localidad de Villamontes, Tarija, en los estadios Defensores del Chaco y Bilbao Rioja. Aquí quedaron ubicados los equipos subcampeones de La Paz, Chuquisaca, Oruro y Tarija, el subcampeón y tercero de Potosí, y el invitado Quebracho
La Serie B se jugó del 2 al 7 de octubre en la ciudad de Santa Cruz, en el estadio Juan Carlos Durán, con los equipos subcampeones de Santa Cruz, Cochabamba, Beni y Pando, el subcampeón del Torneo Nacional Interprovincial 2015 y el tercero de Beni.
En esta edición no se jugó la Fase Final para definir al campeón, sino que los dos vencedores de cada serie, cuatro equipos en total, clasificaron directamente al Nacional B 2015/16.

## Participantes
| Equipo           | Localidad   | Departamento | Condición                       |
| ---------------- | ----------- | ------------ | ------------------------------- |
| Ramiro Castillo  | La Paz      | La Paz       | Subcampeón 2014/15 AFLP         |
| Royal Pari FC    | Santa Cruz  | Santa Cruz   | Subcampeón 2014/15 ACF          |
| Arauco Prado     | Cochabamba  | Cochabamba   | Subcampeón 2014/15 AFC          |
| Guaraní de Sucre | Sucre       | Chuquisaca   | Subcampeón 2014/15 ACHF         |
| Oruro Royal      | Oruro       | Oruro        | Subcampeón 2014/15 AFO          |
| INTERFI          | Potosí      | Potosí       | Subcampeón 2014/15 AFP          |
| Felipe Hartmann  | Porco       | Potosí       | Tercero 2014/15 AFP             |
| 23 de Marzo      | Lallagua    | Potosí       | Subcampeón Interprovincial 2015 |
| García Agreda    | Tarija      | Tarija       | Subcampeón 2014/15 ATF          |
| Quebracho        | Villamontes | Tarija       | Invitado ANF                    |
| Dvo. Kivón       | Trinidad    | Beni         | Subcampeón 2014/15 AFB          |
| Dvo. Tiluchi     | Trinidad    | Beni         | Tercero 2014/15 AFB             |
| Real Mapajo      | Cobija      | Pando        | Subcampeón 2014/15 APF          |

## Fase de grupos

### Tabla de Posiciones Serie "A"
| Pos | Equipo           | PJ | G | E | P | GF | GC | Dif | Pts |
| --- | ---------------- | -- | - | - | - | -- | -- | --- | --- |
| 1º  | García Agreda    | 6  | 5 | 0 | 1 | 18 | 6  | 12  | 15  |
| 2º  | Quebracho        | 6  | 4 | 2 | 0 | 15 | 3  | 12  | 14  |
| 3º  | Guaraní de Sucre | 6  | 4 | 1 | 1 | 11 | 5  | 6   | 13  |
| 4º  | Oruro Royal      | 6  | 2 | 1 | 3 | 8  | 8  | 0   | 7   |
| 5º  | Ramiro Castillo  | 6  | 2 | 0 | 4 | 11 | 9  | 2   | 6   |
| 6º  | Felipe Hartmann  | 6  | 0 | 2 | 4 | 4  | 18 | -14 | 2   |
| 7º  | INTERFI          | 6  | 0 | 2 | 4 | 8  | 24 | -16 | 2   |

Pts = Puntos; PJ = Partidos Jugados; G = Partidos Ganados; E = Partidos Empatados; P = Partidos Perdidos; GF = Goles Anotados; GC = Goles Recibidos; Dif = Diferencia de gol
|  | Clasificados a Semifinales. |

#### Resultados
| Guaraní de Sucre | 1 - 3 | Ramiro Castillo | Defensores del Chaco | 28 de septiembre | 16:00 |
| Oruro Royal      | 1 - 2 | García Agreda   | Bilbao Rioja         | 28 de septiembre | 17:00 |
| Quebracho        | 5 - 0 | INTERFI         | Bilbao Rioja         | 28 de septiembre | 19:00 |

| Felipe Hartmann | 3 - 3 | INTERFI          | Defensores del Chaco | 29 de septiembre | 16:00 |
| Oruro Royal     | 2 - 1 | Ramiro Castillo  | Bilbao Rioja         | 29 de septiembre | 17:00 |
| Quebracho       | 0 - 0 | Guaraní de Sucre | Bilbao Rioja         | 29 de septiembre | 19:00 |

| Quebracho       | 1 - 1 | Felipe Hartmann  | Defensores del Chaco | 30 de septiembre | 16:00 |
| García Agreda   | 2 - 0 | Guaraní de Sucre | Bilbao Rioja         | 30 de septiembre | 17:00 |
| Ramiro Castillo | 7 - 1 | INTERFI          | Bilbao Rioja         | 30 de septiembre | 19:00 |

| Oruro Royal     | 0 - 1 | Guaraní de Sucre | Defensores del Chaco | 1 de octubre | 16:00 |
| Felipe Hartmann | 0 - 2 | Ramiro Castillo  | Bilbao Rioja         | 1 de octubre | 17:00 |
| INTERFI         | 0 - 3 | García Agreda    | Bilbao Rioja         | 1 de octubre | 19:00 |

| García Agreda    | 2 - 0 | Ramiro Castillo | Defensores del Chaco | 2 de octubre | 16:00 |
| Guaraní de Sucre | 3 - 0 | Felipe Hartmann | Bilbao Rioja         | 2 de octubre | 17:00 |
| Quebracho        | 3 - 0 | Oruro Royal     | Bilbao Rioja         | 2 de octubre | 19:00 |

| INTERFI         | 2 - 4 | Guaraní de Sucre | Defensores del Chaco | 3 de octubre | 16:00 |
| Felipe Hartmann | 0 - 2 | Oruro Royal      | Bilbao Rioja         | 3 de octubre | 17:00 |
| Quebracho       | 5 - 2 | García Agreda    | Bilbao Rioja         | 3 de octubre | 19:00 |

| Oruro Royal   | 2 - 2 | INTERFI         | Defensores del Chaco | 4 de octubre | 16:00 |
| García Agreda | 7 - 0 | Felipe Hartmann | Bilbao Rioja         | 4 de octubre | 14:00 |
| Quebracho     | 1 - 0 | Ramiro Castillo | Bilbao Rioja         | 4 de octubre | 16:00 |

### Tabla de Posiciones Serie "B"
| Pos | Equipo        | PJ | G | E | P | GF | GC | Dif | Pts |
| --- | ------------- | -- | - | - | - | -- | -- | --- | --- |
| 1º  | Royal Pari FC | 5  | 5 | 0 | 0 | 15 | 2  | 13  | 15  |
| 2º  | Arauco Prado  | 5  | 4 | 0 | 1 | 17 | 5  | 12  | 12  |
| 3º  | Dvo. Kivón    | 5  | 3 | 0 | 2 | 15 | 10 | 5   | 9   |
| 4º  | Dvo. Tiluchi  | 5  | 1 | 1 | 3 | 9  | 13 | -4  | 4   |
| 5º  | 23 de Marzo   | 5  | 1 | 1 | 3 | 10 | 21 | -11 | 4   |
| 6º  | Real Mapajo   | 5  | 0 | 0 | 5 | 14 | 31 | -17 | 0   |

Pts = Puntos; PJ = Partidos Jugados; G = Partidos Ganados; E = Partidos Empatados; P = Partidos Perdidos; GF = Goles Anotados; GC = Goles Recibidos; Dif = Diferencia de gol
|  | Clasificados a Semifinales. |

#### Resultados
| Dvo. Kivón      | 0 - 2 | Arauco Prado | Juan Carlos Durán | 2 de octubre | 13:30 |
| Royal Pari Sión | 6 - 0 | 23 de Marzo  | Juan Carlos Durán | 2 de octubre | 15:30 |
| Dvo. Tiluchi    | 6 - 1 | Real Mapajo  | Juan Carlos Durán | 4 de octubre | 15:30 |

| Dvo. Kivón      | 2 - 1 | Dvo. Tiluchi | Juan Carlos Durán | 3 de octubre | 11:30 |
| Arauco Prado    | 5 - 0 | 23 de Marzo  | Juan Carlos Durán | 3 de octubre | 13:30 |
| Royal Pari Sión | 3 - 1 | Real Mapajo  | Juan Carlos Durán | 3 de octubre | 15:30 |

| 23 de Marzo     | 10 - 5 | Real Mapajo  | Juan Carlos Durán | 5 de octubre | 11:30 |
| Arauco Prado    | 5 - 2  | Dvo. Tiluchi | Juan Carlos Durán | 5 de octubre | 13:30 |
| Royal Pari Sión | 2 - 1  | Dvo. Kivón   | Juan Carlos Durán | 5 de octubre | 15:30 |

| Arauco Prado    | 5 - 2 | Real Mapajo  | Juan Carlos Durán | 6 de octubre | 11:30 |
| Royal Pari Sión | 3 - 0 | Dvo. Tiluchi | Juan Carlos Durán | 6 de octubre | 13:30 |
| Dvo. Kivón      | 5 - 0 | 23 de Marzo  | Juan Carlos Durán | 7 de octubre | 8:00  |

| Dvo. Tiluchi    | 0 - 0 | 23 de Marzo  | Juan Carlos Durán | 7 de octubre | 14:00 |
| Dvo. Kivón      | 7 - 5 | Real Mapajo  | Juan Carlos Durán | 7 de octubre | 16:00 |
| Royal Pari Sión | 1 - 0 | Arauco Prado | Tahuichi Aguilera | 7 de octubre | 16:00 |

## Fase Final
Para esta edición de la Copa Bolivia la Asociación Nacional de Fútbol de Bolivia determinó que se otorgarían 4 cupos al Campeonato Nacional B 2015/16 Simón Bolívar. Siendo así, y debido a problemas de organización, logística y financiamiento surgidos antes y durante la realización del torneo, se decidió que los 4 cupos se otorgarían directamente a los dos primeros lugares de cada serie, eliminando la fase final que en ediciones anteriores servía para determinar al campeón y subcampeón del torneo. La diferencia de goles que tienen los primeros de cada serie definirán al campeón de la Copa Bolivia.
| Campeón Royal Pari |